# Глакман, Макс
Макс Ге́рман Гла́кман (иногда Глюкман; англ. Max Herman Gluckman; 26 января 1911, Йоханнесбург — 13 апреля 1975, Иерусалим) — британский антрополог.

## Биография
Происходил из еврейской семьи, эмигрировавшей из Российской империи в Южную Африку. Его отец, Эмануэль Глакман (Гликман; 1881—1953), был известным адвокатом; мать — Кейти Глакман (в девичестве Бакст; 1884—1968), была одним из лидеров сионистского движения в Южной Африке. Кейти Глакман родилась в Одессе, но её семья, как и семья мужа, происходила из Шавлей Ковенской губернии. В 1949 году, уже после образования Израиля, Кейти с мужем поселилась в Иерусалиме, где входила в руководство Международной женской сионистской организации (WIZO).
Учился в университете Витватерсранд и Оксфорде, где изучал право и антропологию. В 1938 году защитил докторскую диссертацию на тему роли религиозных ритуалов в поддержании социального порядка у народов банту. В 1949 году возглавил им же созданный факультет антропологии Манчестерского университета, в котором преподавал в качестве профессора до 1971 года. Научные взгляды Глакмана сформировались под влиянием идей Дюркгейма и Радклифф-Брауна. Широкоизвестны стали его исследования о роли конфликта в социальной жизни традиционного общества. Конфликты Глакман рассматривал как абсолютно нормальные и даже в чём-то здоровые явления в жизни общества, совместимые с поддержанием социального порядка. Он считал, что включенные в структуру общественных взаимоотношений на протяжении длительного периода времени конфликты ведут к воспроизводству общественной солидарности.
С именем Глакмана связана основанная им Манчестерская научная школа. Брюс Капферер отмечал, что «ходил слух, что Глакман был членом Коммунистической партии, но это неправда».

## Основные труды
- Rituals of Rebellion in South-East Africa (1954).
- Order and Rebellion in Tribal Africa. London: Cohen and West (1963).
- Politics, Law and Ritual in Tribal Society (1965).
- The Allocation of Responsibility (1972).